# Аэрокомпозит
Аэрокомпозит — российская компания, которая занимается разработкой, испытанием, производством и реализацией деталей, агрегатов и компонентов авиационной техники гражданского назначения из полимерных и композиционных материалов (ПКМ).
Компания «АэроКомпозит» создана ОАК с целью «концентрации компетенции по разработке и производству изделий из ПКМ для авиационной промышленности». В настоящее время компания создаёт проектно-конструкторскую и производственно-технологическую базы для разработки и производства силовых конструкций из ПКМ.
Компания «АэроКомпозит» работает над созданием крыла, полностью выполненного из ПКМ, для перспективных российских пассажирских самолётов МС-21 и новых модификаций регионального самолёта SSJ 100.
Производственные мощности компании «АэроКомпозит» располагаются на базе авиационных заводов «Авиастар-СП» в Ульяновске и КАПО в Казани.
Из-за российско-украинской войны компания находится под международными санкциями стран Евросоюза, США и ряда других государств.